# تيد فوجيتا
تيد فوجيتا (باليابانية: 藤田哲也) هو عالم أرصاد أمريكي وياباني، ولد في 23 أكتوبر 1920 في كيتاكيوشو في اليابان، وتوفي في 19 نوفمبر 1998 في شيكاغو في الولايات المتحدة.

## وصلات خارجية
- تيد فوجيتا على موقع IMDb (الإنجليزية)
- تيد فوجيتا على موقع الموسوعة البريطانية (الإنجليزية)